# دريمز إف سي
نادي دريمز لكرة القدم هو نادي كرة قدم مقره في منطقة أكرا الكبرى. ينافس النادي في الدوري الغاني الممتاز.

## التاريخ
تأسس النادي في عام 2009 وتم ترقيته إلى المستوى الثاني من نظام دوري كرة القدم الغاني في عام 2014.
يدير النادي فريقا أول ، يطلق عليه شعبيا المرحلة الأولى وفريق شباب يسمى المرحلة الثانية. يعتبر لاعبو المرحلة الأولى أعضاء في الفريق الأول ويتنافسون في الدوري الغاني الممتاز. تتم إدارة المرحلة 1 من قبل أشانتي كوتوكو مدرب ومدرب المنتخب الوطني تحت 20 سنة عبد الكريم زيتو.

### الدوري الغاني الممتاز
حسم دريمز إف سي تأهله إلى الدوري الغاني الممتاز موسم 2015-2016 لأول مرة في تاريخه. في ديسمبر 2016 ، تم تخفيض رتبة النادي من الدوري الغاني الممتاز بسبب حالة شاذة في تسجيل لاعب. تم اتخاذ القرار من قبل اللجنة التأديبية لاتحاد غانا لكرة القدم.

## راعي الأطقم
وقع فريق الدوري الغاني الممتاز اتفاقية شراكة مع شركة تصنيع المعدات ملابس ماينياك رياضية.

## روابط خارجية
- دريمز إف سي في WorldFootball.net
- دريمز إف سي على سوكر واي